# Dama
Dama je apstraktna misaona igra na ploči za 2 igrača. Njeno mjesto u povijesti odlično je ocrtao matematičar i višestruki svjetski prvak u šahu Emanuel Lasker (1868. – 1941.) od kojeg potječe ona poznata misao: "Dama je mati šaha i to dostojna mati".
Pobjeda u igri ne ovisi o sreći, jer u njoj nema slučajnih događaja. Poljski pjesnik Adam Mickiewicz u svojoj poemi Warcaby (1819.) kaže: "Kome je um oštriji, kome je duh sposobniji maštati, tom će dama više zadovoljstva pružiti."

## Povijest
Igra dama spada među najstarije misaone igre na ploči. Prve tragove o igri nalazimo još u trećem tisućljeću pr. Kr. u starom Egiptu. Razvojem trgovačkih i kulturnih veza (a često i kroz ratove) dama je prenijeta u Europu, a zatim i na ostale kontinente. O postojanju dame kod starih Grka i Rimljana doznajemo iz Homerove "Odiseje", te različitih spisa Herodota, Ovidija, Seneke, Seleniusa Basusa i drugih.
Njemački egiptolog Heinrich Brugsch (1827. – 1894. g) tvrdi u svojoj knjizi "Egipatski zagrobni život" da je igra dama starija i od samog Egipta, jer su, po predaji, damu igrali egipatski bogovi, kao i stanovnici carstva mrtvih.
Platon u svojim spisima prenosi mit o egipatskom bogu Thaot u koji je igrao damu na ulog s boginjom Lunom i od nje zaradio sedamdeseti dio svakog dana, pa je iz tog i zaključak o nastanku dodatnih pet dana u godini.
U epohi feudalizma postojalo je 7 vrlina viteškog odgoja: jahanje, plivanje, bacanje koplja, mačevanje, lov, igranje dame i skladanje stihova u čast vladara i odabranice srca.
Nije stoga ni čudno da Cervantes (1547. – 1616.) u svom "Don Quijoteu" spominje izvjesnog Don Gaiferosa, koji u žaru igre za damovnicom ("damovnica" = ploča za igru dame) zaboravlja na odabranicu srca:
Jugando esta a les tabla Don Gaiferos
Que ya de Melisandra esta olvidado.
U to vrijeme igra je i dobila svoje današnje ime dama po najjačoj figuri u igri, osim u nekim jezicima gdje se zove po običnim figurama kojima partija i započinje (ruski: шашки, poljski: warcaby i sl.).
Tijekom vremena mnogi narodi stvorili su svoj vlastiti oblik igre, tako da razlikujemo: talijansku, tursku, englesku, kanadsku, starofrancusku, frislandsku, cejlonsku, rusku, češku, poljsku... damu. Osim nekih pravila te se igre razlikuju po broju figura u početnoj postavi i ploči na kojoj se igra. U Kanadi, Šri Lanki, Maleziji igraju na ploči od 144 polja, u Španjolskoj od 46, a u većini ostalih zemalja na ploči od 64 polja.
Upravo šarolikost igre dama bila je glavna smetnja njenom bržem razvoju i popularnosti kakvu je na primjer imao šah. Tek negdje u 17. – 18. stoljeću nastala je dama na ploči od 100 polja - "stopoljka", koja je ubrzo zbog svojih novih kvaliteta postala međunarodna igra. Nova igra s pravom se svrstala u red najboljih misaonih igara na ploči, uz bok s planetarno popularnim šahom i kineskom igrom go. Po broju registriranih igrača dama je vjerojatno druga igra, iako po broju ljudi koji je igraju ne zaostaje ni za šahom, naročito u Africi, Americi i u zemljama bivšeg SSSR.
Svoju popularnost igra dama može prije svega zahvaliti izuzetno jednostavnim pravilima, te izuzetno bogatim strateško/taktičkim mogućnostima.
Edgar Allan Poe (engl.) u noveli Ubojstvo u ulici Morg kaže:
»...jednostavna igra zahtijeva kudikamo veću sposobnost razmišljanja i zadaje umu više kompliciranih i korisnih zadaća, nego prividna savršenost šaha. U šahu gdje su figure različite vrijednosti i gdje su im prisvojena različita i čudna pravila kretanja, kompliciranost, kako to često biva, pogrešno se prihvaća za dubinu...«

## Abeceda igre dame stopoljke

### Ploča i figure
Ploča za igru (damovnica) sastoji se od 50 tamnih i 50 svijetlih kvadrata. Tamni se kvadrati nazivaju poljima i po njima se igra. Ploča se postavlja tako da donje polje slijeva bude tamno. Pred početak igre igrači (damisti) postavljaju 20 bijelih, odnosno 20 crnih figura kao na dijagramu:
Sve su figure u početnom položaju jednake (okrugle pločice promjera nešto manjeg od polja), a zovu se obične ili proste figure. Po nekim starijim izvorima, originalni naziv za obične figure u našem jeziku je kamen.

### Notacija
U stopoljki se za zapisivanje partije i/ili pozicije koriste brojke, a prvi ih je predložio Francuz Manoury u svom djelu "Essai sur le Jeu de Dames" (1770). Svako polje ima svoj broj od 1 do 50. U početnom položaju crne figure se nalaze na poljima od 1 do 20, a bijele na poljima od 31 do 50. 
Potezi se zapisuju tako da se označi polje s kojeg se figura pomiče (početno polje) i polje na kojem se zaustavlja (završno polje). Kod običnog poteza bez uzimanja (tzv. tihog poteza) između početnog i završnog polja stavlja se povlaka ( - ). Primjer: 1.32-28, što znači da je bijeli u prvom potezu odigrao figurom s polja 32 na polje 28.
Isti taj potez pogledajte na dijagramu:
Kod poteza s uzimanjem (tzv. udarnog poteza) između početnog i završnog polja stavlja se dvotočka ( : ) ili oznaka "x". Kad se zapisuje partija potrebno je pisati i redne brojeve poteza zbog kontrole vremena.

### Svrha igre i kretanje figura
Damu igraju dva igrača – protivnika. Prvi potez vuče bijeli, a dalje se igra naizmjenično.
Svrha je igre osvojiti sve protivnikove figure ili mu onemogućiti sljedeći potez (tzv. blokada).
Ako ni jedna strana ne može pobijediti, partija završava neriješeno (remijem).
Obična figura kod tihog poteza može se pomicati po jedno polje ukoso-naprijed, ako je to susjedno polje po dijagonali slobodno. Tako bijeli u početnom položaju može odigrati jedan od sljedećih devet poteza: 31-26; 31-27; 32-27; 32-28; 33-28; 33-29; 34-29; 34-30 ili 35-30.
Kad figura dođe do protivničke, iza koje je po dijagonali slobodno polje, onda ova može i mora preskočiti protivničku figuru i uzeti je s ploče (npr. 1.32-28 19-23 2.28:19 13:24 ili 14:23 itd.). U jednom potezu figura može i mora uzeti onoliko protivničkih figura, koliko ih joj stoji na putu, no uvijek iza svake protivničke figure mora biti slobodno polje. Figure se mogu uzimati i prema naprijed i prema natrag, te pri skakanju prelaziti iz jedne dijagonale u drugu.
Kad obična figura dođe do zadnjeg reda na strani protivnika (tzv. daminog reda – bijeli na jedno od polja 1 do 5, a crni 46 do 50), onda se ona pretvara (promovira) u damu!
Dama je nova figura, s novim svojstvima. Označava se s dvije istobojne figure, na postojeću figuru postavlja se još jedna koja je ranije skinuta s ploče ("uzeo" ju je protivnik). U igri je moguće imati istovremeno više dama.
Dama se može kretati po dijagonali za bilo koliko praznih polja, u bilo kom smjeru (kao šahovski lovac). Ona može uzimati i biti uzeta. Dama može i mora uzeti protivničku figuru (damu ili običnu) bez obzira na udaljenost ako je iza te figure jedno ili više slobodnih polja. Ako pri uzimanju dama može stati na takvo polje s kojeg je moguće nastaviti uzimanje, onda je ona obavezna stati upravo na to polje i nastaviti s uzimanjem. U protivnom, dama se može zaustaviti na bilo kom slobodnom polju iza preskočene figure.

### Posebna pravila uzimanja
1. Kad postoji više mogućnosti uzimanja, uvijek je obavezno uzimati tako da se s ploče skine najveći broj protivničkih figura (tzv. pravilo većine).
2. Ako obična figura pri uzimanju dođe do zadnjeg reda protivnika i može dalje uzimati kao obična, onda ona nastavlja uzimanje, no i dalje ostaje obična figura (nema promocije).
3. Ako obična figura dođe do zadnjeg reda, a dalje po pravilima obične ne može uzimati, ona se pretvara u damu. Nova dama dobiva svoja prava kretanja tek u sljedećem potezu.
4. Pri uzimanu protivničke se figure skidaju s ploče tek nakon završetka poteza, tj. kad se figura koja uzima zaustavi na završnom polju.
5. Pri uzimanju se ne smije u jednom potezu višestruke preskakati preko iste protivničke figure.
6. Pri uzimanju dozvoljeno je višestruko prelaženje preko istog slobodnog polja.

## Inačice igre dama
- hrvatska dama (CRODA)
- talijanska dama
- turska dama
- ruska dama (шашки)
- poljska dama (warcaby)
- engleska dama (draughts)
- pool checkers / američka dama
- kanadska dama
- thai dama
- češka dama
- поддавки

## Svjetska prvenstva
Popis prvaka svijeta u dami
godina / ime prvaka i zemlja / zemlja i grad - mjesto igranja :
- 2011 A. Georgiev, Rusija / Nizozemska - Emmeloord - Urk
- 2009	A. Švarcman, Rusija / Nizozemska - Enschede-Hengelo-Vriezenv
- 2007	A. Švarcman, Rusija / Nizozemska - Hardenberg
- 2006	A. Georgiev, Rusija
- 2005 	A. Čižov, Rusija / Nizozemska - Amsterdam
- 2004	A. Georgiev, Rusija / Rusija - Ufa-Iževsk
- 2003	A. Georgiev, Rusija / Nizozemska - Zwartsluis
- 2002	A. Georgiev, Rusija / Rusija - Iževsk
- 2000 	A. Čižov, Rusija / Rusija - Moskva
- 1998 	A. Švarcman, Rusija / Rusija - Iževsk
- 1996 	A. Čižov, Rusija / Obala Slonovače  - Abidjan
- 1995 	A. Čižov, Rusija / Rusija - Jakutsk
- 1994 	G. Valneris, Latvija / Nizozemska - Den Haag
- 1993 	A. Čižov, Rusija / Rusija/Estonija/Nizozemska - Iževsk / Tallinn /---
- 1992 	A. Čižov, Rusija  / Francuska  - Toulon
- 1991 	A. Čižov, Rusija  / Estonija - Tallinn
- 1990 	A. Čižov, Rusija / Nizozemska - Groningen
- 1989 	A. Čižov, Rusija / Nizozemska - Amersfoort
- 1988 	A. Čižov, Rusija / Surinam  - Paramaribo
- 1987 	A. Dibman, SSSR / SSSR  - Irkutsk
- 1986 	A. Dibman, SSSR / Nizozemska  - Groningen
- 1985 	A. Gantwarg, SSSR /	  	---
- 1984 	A. Gantwarg, SSSR / Senegal - Dakar
- 1984 	H. Wiersma, Nizozemska / SSSR/Nizozemska - Moskva / Rotterdam
- 1983 	H. Wiersma, Nizozemska / Nizozemska - Heerenveen
- 1983	H. Wiersma, Nizozemska / Nizozemska  - Amsterdam
- 1982 	J. van der Wal, Nizozemska / Brazil - São Paulo
- 1981 	H. Wiersma, Nizozemska /  Nizozemska
- 1980 	A. Gantwarg, SSSR / Mali  - Bamako
- 1979 	H. Wiersma, Nizozemska / Nizozemska - Utrecht
- 1978 	A. Gantwarg, SSSR / Italija - Arco
- 1976 	H. Wiersma, Nizozemska / Nizozemska  - Amsterdam
- 1974 	I. Kuperman, SSSR
- 1973 	T.Sijbrands, Nizozemska / Nizozemska  - Den Haag
- 1972 	T. Sijbrands, Nizozemska / Nizozemska  - Hengelo
- 1971 	A. Andreiko, SSSR / SSSR - Tallinn
- 1969 	A. Andreiko, SSSR / SSSR  - Moskva
- 1968 	A. Andreiko, SSSR / Italija - Bolzano
- 1967 	I. Kuperman, SSSR / SSSR  - Tbilisi
- 1965 	I. Kuperman, SSSR / SSSR - Tbilisi
- 1964 	V. Ščogoljev, SSSR / Italija - Merano
- 1963 	Baba Sy, Senegal
- 1963 	I. Kuperman, SSSR
- 1961 	I. Kuperman, SSSR / SSSR
- 1960 	V. Ščogoljev, SSSR / Nizozemska
- 1959 	I. Kuperman, SSSR / SSSR
- 1958 	I. Kuperman, SSSR / Nizozemska  - Den Haag
- 1956 	M. Deslauriers, Kanada / Nizozemska
- 1954 	P. Roozenburg, Nizozemska / Nizozemska
- 1952 	P. Roozenburg, Nizozemska / Nizozemska
- 1951 	P. Roozenburg, Nizozemska  / Nizozemska
- 1948	P. Roozenburg, Nizozemska  / Nizozemska
- 1945-1948	P. Ghestem, Francuska
- 1934-1945	M. Raichenbach, Francuska
- 1928-1934	B. Springer, Nizozemska
- 1926-1928	M. Fabre, Francuska
- 1925-1926	S. Bizot, Francuska
- 1912-1925	H. Hoogland, Nizozemska
- 1899-1912	I. Weiss, Francuska

## Poveznice
- Službena stranica Svjetske dama federacije (engl.) (FMJD)
- Najpopularnija stranica na ruskom jeziku (ru)
- Stranica aktualnog pojedinačnog prvenstva svijeta  Arhivirana inačica izvorne stranice od 9. prosinca 2010. (Wayback Machine) (nl) (engl.)
- Poslužitelj za igranje dopisnih partija
- Igranje dame online - Arena
- Igranje dame online
- Stranica povijesti dame  Arhivirana inačica izvorne stranice od 25. svibnja 2007. (Wayback Machine) (engl.)